# Kee en Janus naar Parijs
Kee en Janus naar Parijs is een Nederlandse stomme film uit 1924 van Alex Benno, die ook het scenario schreef. De film heeft als alternatieve titel Kee en Janus in Frankrijk.
De film is tot op heden vermist.

## Plot
Na de doldwaze avonturen in Berlijn, is Kee weduwe geworden en moet ze verder met haar twee kinderen zonder Janus. Een slager in de buurt koestert wel gevoelens voor Kee, en de twee trouwen na verloop van tijd. Kee valt vooral voor de slager vanwege zijn naam, hij heet immers ook Janus. Dan volgt er de huwelijksreis die naar Parijs leidt. Zij ondervinden echter problemen die Kee doen denken aan Berlijn (zie Kee en Janus naar Berlijn). De taalbarrière, de standverschillen en vooral de drukte in de stad zorgen voor moeilijkheden.
Bij de Moulin Rouge raken Kee en Janus elkaar kwijt, en na omzwervingen vinden ze elkaar weer terug op het politiebureau. Dan is Kee het zat en wil weer naar huis. De twee pakken de trein terug naar Nederland, waar Janus nog van zijn kleingeld beroofd wordt.

## Rolverdeling
| Acteur          | Personage     |
| --------------- | ------------- |
| Adrienne Solser | Kee Mol       |
| Piet Köhler     | Janus Meiblom |